# Samvetskval
Samvetskval (Sad Cypress) är en detektivroman av Agatha Christie, utgiven 1940, med detektiven Hercule Poirot i huvudrollen.
Romanen var den första romanen i Poirot-serien som åtminstone delvis utspelar sig i rättssalen, där advokater och vittnen avslöjar de fakta som ligger till grund för Poirots lösning på brotten. Titeln är hämtad från en sång i William Shakespeares pjäs Trettondagsafton.
Romanen blev väl mottagen vid utgivningen. En recensent anmärkte att "den är ekonomiskt skriven, ledtrådarna läggs fram för läsaren med oklanderlig rättvisa, villospåren är skickligt lagda och lösningen kommer att få många läsare att sparka sig själva." En annan recensent tyckte att historien var välberättad, men gillade inte att handlingen "vänder sig mot en juridisk fråga" som är feltänkt. En senare recension beskrev den som "Elegisk, mer känslomässigt involverande än vad som är vanligt i Christie, men uppfinningsrikedomen och de fantastiska ledtrådarna gör den till en av de allra bästa av de klassiska titlarna."

## Handling
Elinor Carlisle och Roddy Welman är förlovade när hon får ett anonymt brev som hävdar att någon "suger ut" deras rika moster, Laura Welman, från vilken Elinor och Roddy förväntar sig att ärva en ansenlig förmögenhet. Elinor är brorsdotter till Mrs Welman, medan Roddy är brorson till hennes avlidne make. Elinor misstänker att Mary Gerrard är ämnet för det anonyma brevet, stugvärdens dotter, som deras moster tycker om och stödjer. Ingen av dem gissar vem som skrivit brevet, som bränns. De besöker sin moster i Hunterbury. Roddy ser Mary Gerrard för första gången på ett decennium. Mrs Welman är delvis förlamad efter en stroke och tycker inte om att leva på det sättet. Hon berättar för både sin läkare Peter Lord och sin systerdotter hur mycket hon ogillar att leva utan full hälsa, och önskar att läkaren skulle göra slut på hennes smärta, vilket han vägrar att göra. Roddy blir förälskad i Mary. Detta får Elinor att bryta deras förlovning. Efter ett andra slaganfall ber fru Welman Elinor att ta hand om Mary. Elinor antar att det finns ett testamente som hennes moster vill ändra. Mrs Welman dör innan Elinor hinner ringa advokaten. Det finns inget testamente. Hon dör utan testamente, så hennes ansenliga kvarlåtenskap går direkt till Elinor som hennes enda kända överlevande blodsförvant.
Elinor betalar sju tusen pund till Mary, vilket Mary accepterar. Elinor säljer huset hon ärvt. Efter en improviserad lunch på Hunterbury – efter att Elinor, i huset, och Mary med syster Hopkins, i logen, rensat ut privata ägodelar – dör Mary av en överdos morfin. Alla i huset hade tillgång till en tub morfin som syster Hopkins påstod sig ha förlorat i Hunterbury medan Mrs Welman var sjuk. Elinor arresteras. Senare, efter att Welmans kropp grävts upp, får man veta att hon också dog av morfinförgiftning. Peter Lord, som är förälskad i Elinor, tar med sig Poirot in i fallet. Poirot pratar med alla i byn. Han upptäcker en andra misstänkt när Roddy berättar för honom om det anonyma brevet - brevskrivaren. Poirot fokuserar sedan på några få element. Fanns giftet i smörgåsarna som gjordes av Elinor, som alla tre åt, eller i teet som tillreddes av syster Hopkins och dracks av Mary och Hopkins, men inte av Elinor? Vad är hemligheten bakom Marias födelse? Finns det någon betydelse i rispan av en rosentagg på Hopkins handled? Upplösningen avslöjas främst i rätten, eftersom försvarsadvokaten tar med sig vittnen som avslöjar vad Poirot avslöjar.
En sönderriven läkemedelsetikett som åklagaren säger är från morfinhydroklorid, giftet, är snarare en bit från en etikett för apomorfinhydroklorid, ett kräkmedel, som tydliggjordes eftersom m:et var gemener. Sköterskan Hopkins hade injicerat sig själv med kräkmedlet, för att kräkas upp giftet som hon skulle få i sig i teet, vilket förklarade märket på hennes handled – inte från ett rosenträd som är en tagglös sort, Zephirine Drouhin. Hon gick för att diska den ödesdigra dagen för att få vara ifred när hon kräktes och såg blek ut när Elinor gjorde henne sällskap i köket. Motivet var pengar. Mary Gerrard var utomäktenskaplig dotter till Laura Welman och Sir Lewis Rycroft. Hade detta upptäckts tidigare skulle hon ha ärvt fru Welmans kvarlåtenskap. Syster Hopkins känner Marys riktiga föräldrar på grund av ett brev från hennes syster Eliza några år tidigare. När Hopkins uppmuntrade Mary Gerrard att skriva ett testamente, namngav Mary som förmånstagare den kvinna som hon antog var hennes moster, Mary Riley, syster till Eliza Gerrard, i Nya Zeeland. Mary Rileys gifta namn är Mary Draper. Mary Draper från Nya Zeeland visar det sig vara sjuksköterskan Hopkins i England, vilket två personer från Nya Zeeland som kände Mary Draper båda bekräftar i rätten. Hopkins lämnar rättssalen innan domaren hinner kalla in henne.
Elinor frikänns, och Peter Lord för bort henne från den plats där reportrarna kan hitta henne. Poirot pratar med Lord för att förklara sina slutsatser och handlingar för honom när han samlade information om den verklige mördaren, och hur "flygets snabbhet" gjorde det möjligt för vittnen från Nya Zeeland att föras till rättegången. Poirot säger till Lord att han förstår hans klumpiga försök att få till stånd något i Poirots utredning. Lords förlägenhet lindras av Poirots försäkran om att Lord kommer att bli Elinors make, inte Roddy.

## Romanens originaltitel
"Sad cypress" kommer från pjäsen Trettondagsafton av William Shakespeare:
Come away, come away, death
And in sad cypress let me be laid
Fly away, fly away breath
I am slain by a fair cruel maid
My shroud of white, stuck all with yew
O, prepare it!
My part of death, no one so true
Did share it

## Karaktärer
- Hercule Poirot, den belgiske detektiven, som vittnar i rättegången mot Elinor Carlisle.

Offren:
- Mrs Laura Welman, förmögen änka som äger Hunterbury, ett gods nära Maidensford. Hon är stolt, enligt egen utsago.
- Mary Gerrard, en vacker ung kvinna på 21 år, hennes skyddsling och oerkänd utomäktenskaplig dotter med Sir Lewis Rycroft

I byn
- Elinor Carlisle, mrs Welmans brorsdotter, en vacker, välutbildad ung kvinna med starka känslor.
- Roderick "Roddy" Welman, brorson till den avlidne Mr Welman.
- Dr Peter Lord, Mrs Welmans läkare, ny i denna praktik.
- Sjuksköterskan Jessie Hopkins, distriktssköterska, känd i Nya Zeeland som Mary Riley Draper, syster till den avlidna Mrs Gerrard. Hon fick brevet som skulle skickas till Mary när hon bodde i Nya Zeeland. Hon blev vän med Mary Gerrard.
- Sjuksköterskan Eileen O'Brien, Mrs Welmans sjuksköterska sedan stroken.
- Mr Seddon, Mrs Welmans advokat som företräder Elinor först genom att upprätta hennes testamente efter Mrs Welmans död och i hennes rättegång genom att anlita Mr Bulmer.
- Mrs Bishop, Mrs Welmans hushållerska i 18 år.
- Horlick, trädgårdsmästaren på fru Welmans egendom.
- Ephraim "Bob" Gerrard, stugvärden och Marys lagliga far, genom att gifta sig med Eliza Riley, en kvinna som påstod sig vara Marys mor, efter att Mary föddes. Han dör efter de två giftoffren; Sjuksköterskan Hopkins påstår sig ha hittat ett brev som ska skickas till Mary vid hans frus död bland hans saker, som hon visar för Poirot.
- Eliza Gerrard, född Riley, en gång kammarjungfru till Mrs Welman, som hävdade att Mary var hennes egen dotter, och avliden hustru till Bob Gerrard.
- Sir Lewis Rycroft, gift med en kvinna som var intagen på mentalsjukhus, älskarinna till änkan Mrs Welman, dog i första världskriget innan dottern Mary föddes.
- Ted Bigland, en bondson som gillar Mary Gerrard.
- Mrs Slattery, hushållerska hos dr Lords företrädare, som bodde länge i byn. Poirot intervjuade henne för allt skvaller hon kunde minnas från svunna tider.

I rättssalen
- Domaren, herr Justice Beddingfeld, vars sammanfattning av målet är starkt för försvaret.
- Sir Edwin Bulmer, försvarsadvokat, känd som "den förlorade hoppmannen", det vill säga fall som ser dystra ut för den tilltalade.
- Sir Samuel Attenbury, åklagare.
- Dr Alan Garcia, expertvittne för åklagarsidan.
- Inspektör Brill, utredaren.
- Abbott, specerihandlaren och ett vittne.
- Alfred James Wargrave, rosodlare och vittne.
- James Arthur Littledale, kemist och vittne.
- Amelia Mary Sedley, ett vittne från Nya Zeeland om Mary Drapers identitet, när hon närvarade vid sitt bröllop där.
- Edward John Marshall, ett vittne från Nya Zeeland om Mary Drapers identitet.

## Litterär betydelse och mottagande
Maurice Percy Ashley gav i The Times Literary Supplement en positiv recension av boken i numret av den 9 mars 1940: "Under de senaste åren har den deckarläsande allmänheten varit så ymnigt dränkt av spänning, 'besserwisser' och perverterad psykologi att man ibland undrar om det fortfarande finns utrymme för det gammaldags problemet med att upptäcka dem. Det finns dock några få förstklassiga företrädare för denna konst hos oss – men nu när Miss Sayers, åtminstone för tillfället, har blivit moralist och andra har kommit in på thrillerskrivandets enklare område, verkar det bli allt färre. I synnerhet Christie är trogen den gamla tron; och det är angenämt att kunna konstatera att hennes hand inte har förlorat sin list". Recensenten beklagade att Poirot hade förlorat några av sina "svagheter" och att Hastings inte längre fanns med i handlingen, men han avslutade på ett bra sätt: "Liksom alla Mrs Christies verk är det ekonomiskt skrivet, ledtrådarna läggs fram för läsaren med oklanderlig rättvisa, villospåren är skickligt lagda och lösningen kommer att få många läsare att sparka sig själva. En del tillfälliga deckarläsare brukar kritisera mrs Christie för att hennes berättelser inte är tillräckligt utbroderade, att hon till exempel inte har några epigram över universitetsportarna. Men är det inte dags att slå fast att det inte finns någon som rör vid den egentliga detektivromanen, där problemen är rättvist ställda och rättvist lösta?
I The New York Times Book Review den 15 september 1940 drog Kay Irvin slutsatsen: "Persongalleriet är litet, dramat är uppbyggt med hela den här författarens säkra, ekonomiska skicklighet. Samvetskval är inte den bästa av Christies prestationer, men den är bättre än den genomsnittliga thrillern på alla punkter."
När Maurice Richardson recenserade flera kriminalromaner i The Observers nummer den 10 mars 1940 började han: "En enastående kriminalvecka. Det är inte bara Agatha Christie som lyser olycksbådande på sin tron, utan hovmännen har gjort ett ovanligt snyggt konstnärligt arrangemang av lik upp och ner för trapporna." Richardson koncentrerade sig specifikt på Samvetskval och avslutade: "Karaktäriseringen är lika intensiv som alltid. Faktum är att Agatha Christie har gjort det igen, vilket är allt du behöver veta."
The Scotsmans recension i sitt nummer av den 11 mars 1940 sammanfattade: "Samvetskval är spensligare och något mindre genial än Mrs Christies historier brukar vara, och den avslutande förklaringen är onödigt långdragen. Men det är bara med hänvisning till Christies egen höga nivå som den verkar underlägsen. Med vanliga detektivromanmått mätt är det en fascinerande och skickligt berättad historia."
E R Punshon i The Guardians nummer den 2 april 1940 sammanfattade: "Historien berättas med all och till och med mer av Mrs Christies sedvanliga skicklighet och effektekonomi, men det är synd att handlingen kretsar kring en juridisk fråga som är bekant för alla och ändå så missförstådd att många läsare kommer att känna att berättelsen är berövad sin trovärdighet."
Robert Barnard ansåg att denna roman var "En variation på det vanliga triangeltemat och den enda gången Christie använder den vackra-kvinnan-anklagad-för-mord-knepet." Hans kommentar till den var starkt positiv och kallade den "Elegisk, mer känslomässigt involverande än vad som är vanligt i Christie, men uppfinningsrikedomen och de fantastiska ledtrådarna gör den till en av de allra bästa av de klassiska titlarna. Hennes kunskap om gifter kommer väl till sin rätt, men amatören kommer också att ha nytta av kunskaper om trädgårdsodling och en skicklighet i närläsning."